# دانشگاه تربیت مدرس جمهوری آذربایجان

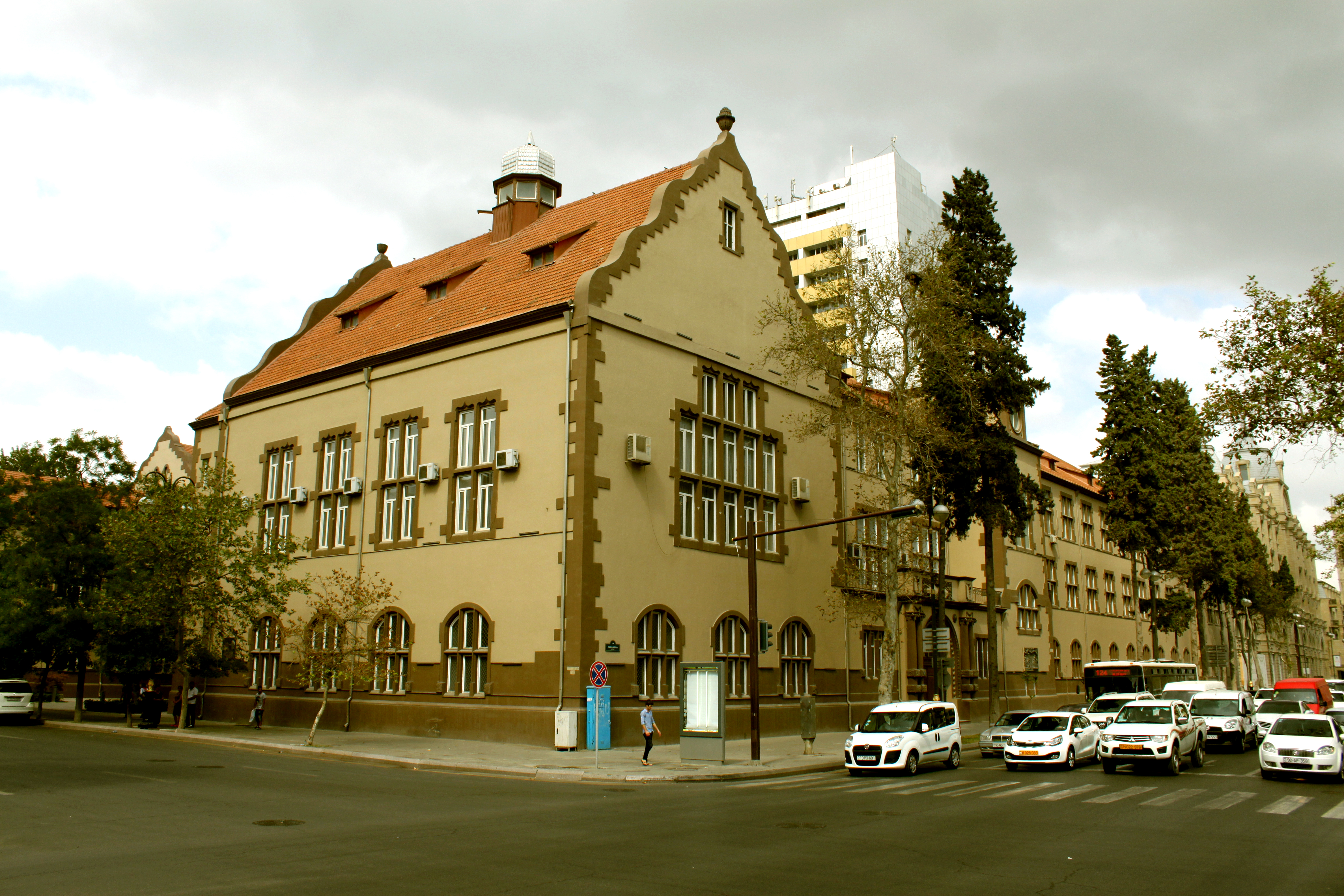

دانشگاه تربیت مدرس جمهوری آذربایجان (ترکی آذربایجانی: Azərbaycan Dövlət Pedaqoji Universiteti) دانشگاهی برای آموزش معلمان است.

## تاریخچه
دانشگاه که اسم نصیرالدین طوسی را به یدک می‌کشد، بر پایه فرمان شماره ۶۶ نریمان نریمانف، رئیس «شورای کمیسرهای خلق» آذربایجان شوروی، در خصوص تأسیس دانشگاه تربیت مدرس آذربایجان به تاریخ ۲۶ اوت سال ۱۹۲۱، بنیان‌گذاری شد. اولین دانشجویان در سال ۱۹۲۴ از دانشگاه دانش‌آموخته شدند. به‌طور کلی، دانشگاه تابه حال در مجموع به بالغ بر ۱۰۰ هزار معلم آموزش داده‌است. در پاس تمامی فعالیت‌ها از دانشگاه با اعطاء «نشان سرخ کار» تقدیر به عمل آمده‌است.
قبل از تأسیس دانشگاه، یک کمیته سازماندهی برای انجام کارهای مقدماتی جهت تشکیل داتشکاه تربیت مدرس تا اواخر سال ۱۹۲۰ راه‌اندازی شده بود. کمیته‌ای که ریاست آن بر عهده «فتح‌الله‌بیگ رضابیگلی» بود، متشکل از «حبیب‌بیگ محمودبیگ‌اف»، «رحیم جعفروف»، عبدالله شایق، «محمدبیگ افندی‌اف» و «صادق حسینوف» بود. آن‌ها همچنین از مشارکت بسزایی در شکل‌یگری یک دوره آموزشی یک ساله‌ای که تأثیرات مثبت زیادی بر فرایند تشکیل دانشگاه یادشده گذاشت، از خود نشان دادند و اقدام به تدریس در دانشگاه نوتاسیس کردند. کمیته سازمان‌دهی موظف به تدوین برنامه درسی و ارائه آن به «کمیسیون دولتی آموزش و پرورش» برای استخدام پرسنل واجد شرایط، تهیه وسایل آموزشی و نیز انجام کارهای عملیاتی بنای ساختمان یود. کمیته فعالیت‌های خود را در ۹ ژوئن ۱۹۲۰ آغاز کرد.
در ۱۳ ژنئن ۱۹۲۱، «کمیسیون آموزش و پرورش آذربایجان» نخستین اساس‌نامه این واحد دانشگاهی را به تصویب رساند. از سال تحصیلی ۱۹۲۴–۱۹۲۵ با برنامه تحصیلی ۴ دوره‌ای، فعالیت خود را آغار نمود. آنگاه دانشگاه در مجموع ۱۴۲ دانشجو را دارا بود. افزون بر این، دانشجویانی از کشورهای همسایه همچون گرجستان، قزاقستانِ، ازبکستان و غیره… نیز در این دانشگاه مشغول درس خواندن بودند.

## دانش‌آموختگان سرشناس
- یودا آبراموف: نماینده مجلس ملی جمهوری آذربایجان
- حمید آراسلی: دانشمند شوروی اهل آذربایجان، دکترای فقه‌اللغه (۱۹۵۴)، عضو آکادمی ملی علوم آذربایجان شوروی (۱۹۶۸)
- احمد جواد: شعار، نویسنده، روزنامه‌نگار، و مؤلف متن سرود ملی جمهوری آذربایجان
- «بوداق بوداقوف»: دانشمند، زمین‌شناس، عضو آکادمی ملی علوم آذربایجان شوروی (۱۹۸۹)، و رئیس دانشکده زمین‌شناسی همان آکادمی
- «علی محمدوف»: عربشناس شوروی و آذربایجان، شرقشناس و مترجم
- «آفت قربانوف»: دکترای فقه‌اللغه، استاد و عضو غیرحضوری آکادمی ملی علوم آذربایجان
- «ابراهیم ابراهیموف»: ریاضی‌دان، دانشمند آکادمی ملی علوم آذربایجان شوروی، استاد، و دکترای علوم فیزیک و ریاضی
- الیاس افندی‌اف: «نویسنده مردمی» آذربایجان شوروی (۱۹۷۹)
- «آواز صادق»: نویسنده شوروی اهل آذربایجان